# Рособоронэкспорт
«Ро̀соборо̀нэ́кспорт» (полное наименование — Акционерное общество «Рособоронэкспорт») — российская государственная компания, единственный в России государственный посредник по экспорту и импорту всего спектра конечной продукции, технологий и услуг военного и двойного назначения. 
Штаб-квартира находится в Москве. Входит в состав госкорпорации «Ростех».

## История
Предшественником Рособоронэкспорта был первый специализированный орган в области координации политики зарубежных заказов в сфере вооружения — Главное управление по заграничному снабжению (ГУЗС), созданное постановлением Временного правительства от 6 (19) апреля 1917 года. Понимали необходимость данного органа и большевики, пришедшие к власти в результате Октябрьской революции, при которых ГУЗС продолжило свою деятельность, сосредоточившись на учёте и перераспределении полученных до революции из заграницы военных товаров, а также над контролем тех военных закупок, которые, как ни странно, продолжали производиться даже во время иностранной интервенции. 1 марта 1919 года ГУЗС было преобразовано в Особый отдел заграничных военных заготовлений (вскоре переименован в Отдел заграничных снабжений) при Центральном управлении снабжений (Главснабе), который затем неоднократно реорганизовывался и переподчинялся:
- с 1924 года — Специальный отдел экстренных заказов при Народном комиссариате внешней торговли,
- с 1927 года — Отдел внешних заказов Финансово-планового управления РККА (в 1929 передан в Военно-хозяйственное управление РККА),
- с 1939 года — Отдел внешних заказов передан из НКО СССР в Наркомат внешней и внутренней торговли СССР, где переименован в Инженерный отдел,
- с апреля 1942 года — Инженерный отдел преобразован в Инженерное управление[4].

В СССР институт государственного посредника в сфере военно-технического сотрудничества был учреждён 8 мая 1953 года, когда распоряжением Совета Министров СССР при Министерстве внутренней и внешней торговли было создано Главное инженерное управление (ГИУ) на базе Инженерного управления Министерства внутренней и внешней торговли, 9-го управления Военного министерства, 10-го управления Генерального штаба и 10-го отдела Морского Генерального штаба. Первым его начальником был назначен экс-глава 10-го управления генерал Г. С. Сидорович, в последствии работавший на этом направлении ещё два десятилетия.
По мере расширения сфер военного сотрудничества был создан ряд специализированных внешнеторговых организаций. В 1955 году ГИУ было передано в Главное управление по делам экономических связей со странами народной демократии при Совете Министров СССР, которое в 1957 году было преобразовано в Государственный комитет СССР по внешним экономическим связям. В 1988 году ГИУ вошло во вновь образованное Министерство внешних экономических связей СССР.
После распада СССР в январе 1992 году на базе ГИУ было создано Российское государственное внешнеэкономическое объединение по экспорту и импорту продукции вооружения и военной техники «Оборонэкспорт». В ноябре 1993 года путём объединения «Оборонэкспорта» с ГВК «Спецвнештехника» и ГУСК МВЭС России создана ФГУП «Государственная компания „Росвооружение“».
К концу 1990-х годов в России действовали два государственных посредника по экспорту и импорту продукции военного и двойного назначения: ФГУП «Государственная компания „Росвооружение“» и ФГУП «Промэкспорт» — «Рособоронэкспорт» образован в 2000 году путём их слияния в форме ФГУП. В 2007 году организация преобразована в открытое акционерное общество.
С 1 июля 2011 года 100 % акций компании передано «Ростехнологиям».
В августе 2024 года директор «Рособоронэкспорта» Александр Михеев сообщил о том, что госкомпания прекратила сотрудничество с недружественными России странами Запада из-за нарушения обязательств по реэкспорту. При этом она продолжила сотрудничество с партнерами из числа стран Ближнего Востока, Азиатско-Тихоокеанского региона, Африки, Латинской Америки, Средней Азии и Европы.

## Сфера деятельности
В сферу деятельности компании «Рособоронэкспорт» входит:
- экспорт и импорт всего спектра продукции и услуг военного и двойного назначения;
- организация лицензионного производства вооружения и военной техники за рубежом;
- модернизация, техническое обслуживание и ремонт ранее поставленных образцов вооружения и военной техники;
- подготовка иностранных специалистов для эксплуатации и обслуживания поставляемой военной техники в России и в странах заказчиков;
- другие виды деятельности.

Основные активы:
- «Оборонпром» (производство вертолётов);
- «Оборонительные системы» (производство средств ПВО и сложных радиоэлектронных комплексов);
- «АвтоВАЗ»;
- «ВСМПО-Ависма» (мировой лидер в производстве титана);

Другие предприятия, принадлежавшие ранее «Рособоронэкспорту», в начале—середине 2010-х годов переведены в ведение «Ростеха». Также в ведение «Ростеха» переведены бывшие представительства «Рособоронэкспорта» в зарубежных странах.

### Показатели деятельности

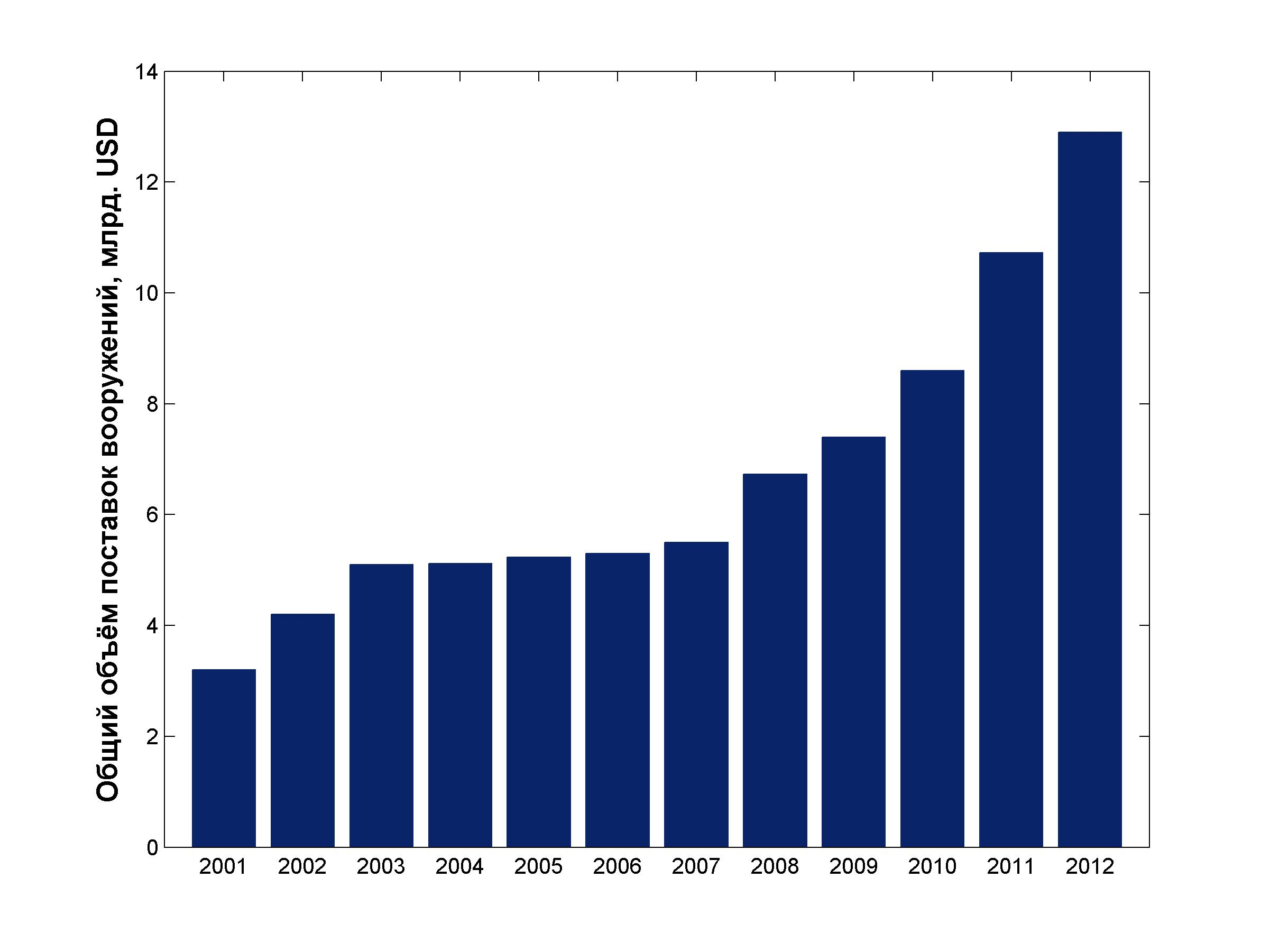
«Рособоронэкспорт» — общий объём поставок вооружений (млрд долларов США) за 2001—2012 годы

География деятельности охватывает более 70 стран мира; на начало 2020-х — взаимодействие по линии ВТС осуществляется со 100 государствами.
В октябре 2017 года Саудовская военная промышленная компания и Рособоронэкспорт подписали меморандум о стратегическом сотрудничестве для производства военной техники в Саудовской Аравии. Соглашение предусматривает передачу технологии для местного производства С-400, системы Корнет-ЭМ , ТОС-1А , АГС-30 и автомата Калашникова АК-103.
К декабрю 2019 года общий объём поставок достиг показателя 13,7 млрд долларов.
По состоянию на 2022 год Индия стала главным покупателем российского оружия с объёмом заказов более 14 млрд долларов (по некоторым оценкам, Россия обеспечивает порядка 50 % продукции военного назначения, требующейся Индии); за три последних десятилетия Индия приобрела у России вооружений на сумму около 70 млрд долларов. Индия стабильно приобретает у России широкую номенклатуру военной техники и вооружения, а также запасные части оборудования и комплектующие изделия для лицензионного производства военной техники и вооружения.
На международном форуме «Армия-2022» в августе 2022 года сообщалось о подписании новых соглашений на сумму 1 трлн рублей.
По итогам 2023 года «Рособоронэкспорт» выполнил все плановые показатели и увеличил портфель своих заказов до максимального показателя в 55 млрд долларов.  По словам гендиректора предприятия Александра Михеева, за этот период «Рособоронэкспорт» провел 16 выставочных кампаний, продемонстрировав иностранным партнерам 800 образцов военной техники.

## Управление
Единоличным собственником Общества является корпорация «Ростех».
Председатель совета директоров — генеральный директор «Ростеха» Сергей Чемезов.
Члены совета директоров (2014): Александр Фомин (директор Федеральной службы по военно-техническому сотрудничеству), Дмитрий Шугаев (замгендиректора «Ростеха»), Анатолий Исайкин, Игорь Нагорный (заместитель начальника управления Президента Российской Федерации по внешней политике), Анатолий Торкунов (ректор МГИМО), Андрей Яцкин (полномочный представитель Правительства в Совете Федерации).
Генеральные директора государственной компании по экспорту и импорту вооружений и военной техники «Росвооружение»:
- Виктор Самойлов (27 декабря 1993 года, № 2304 — ?)
- Александр Котёлкин (ноябрь 1994 года — 20 августа 1997 года, № 909)

Генеральные директора федерального государственного унитарного предприятия «Промэкспорт»:
- Вячеслав Филимонов (20 августа 1997 года, № 908 — 13 сентября 1999 года, № 1219)
- Сергей Чемезов (13 сентября 1999 года, № 1220 — 4 ноября 2000 года, № 1836)

Генеральные директора ФГУП «Росвооружение»:
- Евгений Ананьев (20 августа 1997 года, № 910 — 27 ноября 1998 года, № 1423)
- Григорий Рапота (27 ноября 1998 года, № 1424 — 2 августа 1999 года, № 973)
- Алексей Огарёв (2 августа 1999 года, № 974 — 4 ноября 2000 года, № 1837)

Генеральные директора ФГУП «Рособоронэкспорт»:
- Андрей Бельянинов (4 ноября 2000 года, № 1835 — 8 апреля 2004 года, № 514)
- Сергей Чемезов (28 апреля 2004 года, № 567 — 26 ноября 2007 года, № 1575)
- Анатолий Исайкин (с 26 ноября 2007 года, № 1574 (в 2000—2007 годы — заместитель генерального директора, назначен на должность после перехода Сергея Чемезова на должность гендиректора корпорации «Ростехнологии»)

Генеральные директора АО «Рособоронэкспорт»:
- Анатолий Исайкин (с 1 июля 2011 года до 26 декабря 2016 года).

## Санкции

### Санкции США
Соединённые Штаты Америки, находясь в сложных отношениях с Ираном, предпринимают усилия по ограничению развития вооружённых сил Ирана. В связи с этим, принимаются санкции к компаниям, сотрудничающим с Ираном в области вооружений и военной техники.
- В 2006 году Государственный департамент США ввёл санкции против российских государственных компаний «Рособоронэкспорт» и «Сухой». Их обвиняют в нарушении закона «О нераспространении в отношении Ирана» от 2000 года, которым запрещается сотрудничество с Ираном в сфере распространения оружия массового поражения. Введёнными санкциями запрещается американским государственным органам покупать или продавать какие-либо товары, пользоваться или оказывать услуги этим компаниям. В конце июля 2006 «Рособоронэкспорт» заключил контракт на модернизацию 30 фронтовых бомбардировщиков Су-24 ВВС Ирана, которые теоретически могут быть носителями тактического ядерного оружия. Контракт будет исполнять фирма «Сухой».
- 1 октября 2006 года президент Дж. Буш подписал Акт о поддержке свободы в Иране, предусматривающий введение санкций против государств, чьи компании будут продолжать сотрудничество с Ираном в области ядерных технологий и вооружений. По новому закону, ранее введённые санкции против зарубежных компаний и фирм, сотрудничающих с Тегераном в области ядерной энергетики и продажи ракетных систем, распространяются также на поставки Ирану усовершенствованных обычных вооружений и военной техники и будут действовать до 31 декабря 2011 года. Это положение касается двух российских компаний — «Рособоронэкспорт» и «АХК „Сухой“». Санкции, введённые против них, не только остаются в силе, но и значительно увеличиваются в продолжительности. «Рособоронэкспорт», помимо контракта на модернизацию 30 Су-24 ВВС Ирана, в декабре 2005 года подписал соглашение на сумму почти 1 млрд долларов, предусматривавшее поставку в Иран 29 ЗРК средней дальности Тор-М1, а также выступил посредником при продаже Ирану 200 танковых двигателей В-84МС для установки на иранские основные боевые танки Zulfiqar.
- 5 января 2007 года Государственный департамент США объявил о введении с 28 декабря 2006 года санкций против ряда российских юридических и физических лиц, в том числе вновь санкции были введены против ФГУП «Рособоронэкспорт» по обвинению в содействии оборонным программам Ирана и Сирии.

### Санкции после вторжения на Украину
Из-за вторжения России на Украину, компания находится под международными санкциями Евросоюза и ряда других стран.
- 15 марта 2022 года, на фоне вторжения России на Украину, «Рособоронэкспорт» включен в санкционный список Евросоюза[15] так как «Рособоронэкспорт задействован в секторах экономики, обеспечивающих существенный источник доходов Правительству Российской Федерации, которое несет ответственность за аннексию Крыма и дестабилизацию Украины»[16].
- 10 марта 2022 года «Рособоронэкспорт» попал в санкционный список Канады «за роль в содействии или поддержке неспровоцированного и неоправданного вторжения президента Путина в Украину»[17][18].
- 8 июня 2022 года «Рособоронэкспорт» включен в санкционный список Новой Зеландии за «причастность к подрыву суверенитета и территориальной целостности Украины»[19].
- Также, по аналогичным основаниям, после нападения на Украину, «Рособоронэкспорт» попал под санкции Швейцарии, Австралии, Украины и Японии[20][21][22].